# Eumorphobotys
Eumorphobotys là một chi bướm đêm thuộc họ Crambidae.